# Stolnic

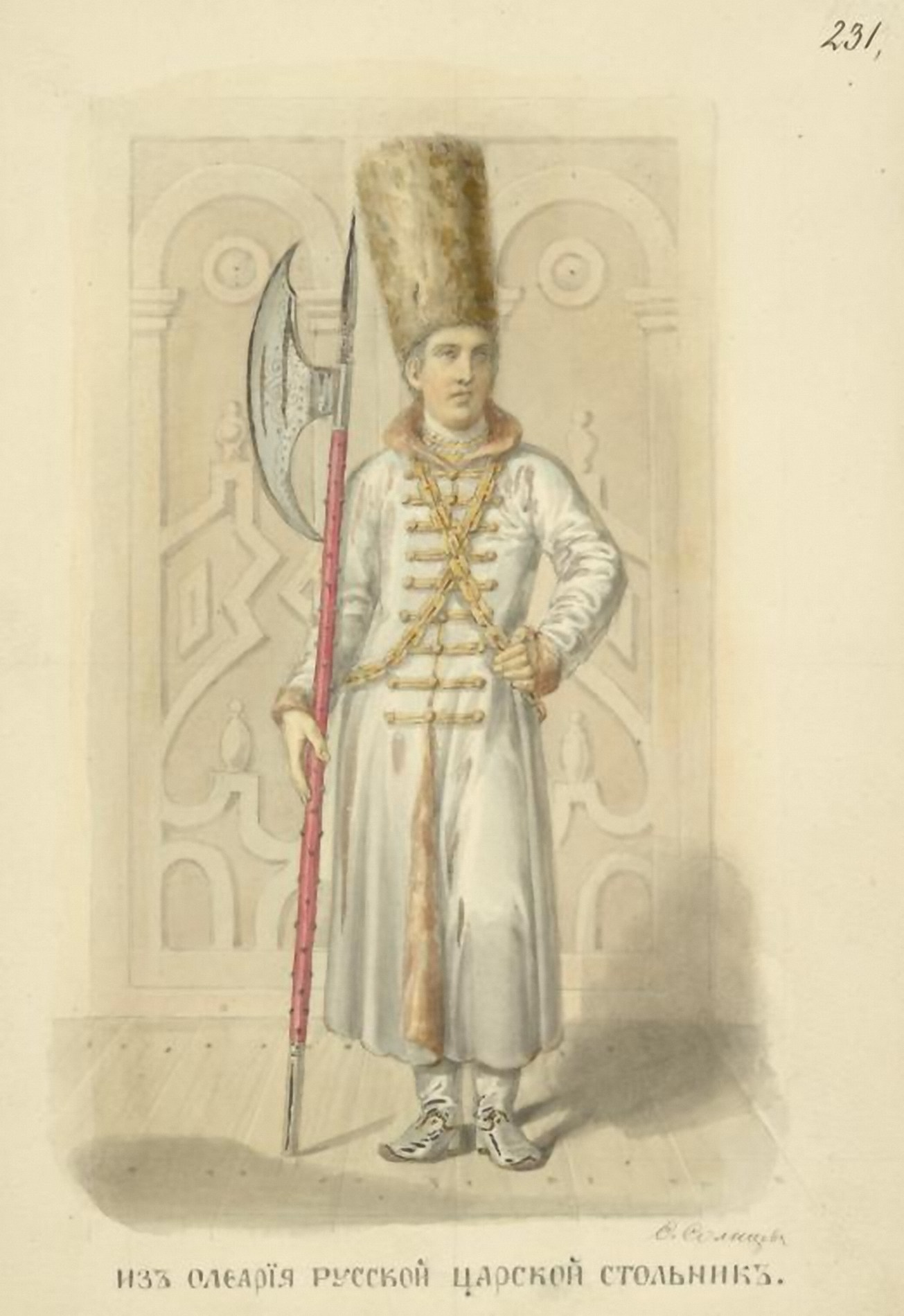
Stolnic rus

Stolnic (din slavonă stolu, „masă”) este un rang boieresc folosit în evul mediu în țările române (Țara Românească și Moldova),  Polonia, Lituania (Uniunea statală polono-lituaniană) și Rusia țaristă (stolnik, Стольник), reprezentând dregătorul de curte care se îngrijea de masa domnului. 
În împrejurări mai deosebite sau la sărbători, el îl servea pe domn, gustând mâncărurile înaintea acestuia, spre a se dovedi că nu erau otrăvite. Subalternii acestuia în țările române, vtoristolnici și tretistolnici, serveau pe domn la mesele obișnuite, iar stolniceii, unii la curte, alții prin sate, strângeau dijmă din peștele prins în Dunăre și în bălți. Subalternii stolnicului alcătuiau o categorie militară.